# Psychomyia curriei
Psychomyia curriei är en nattsländeart som beskrevs av Schmid 1997. Psychomyia curriei ingår i släktet Psychomyia och familjen tunnelnattsländor. Inga underarter finns listade i Catalogue of Life.